# فرد كليمنت
فرد كليمنت (بالإنجليزية: Fred Clement)‏ هو لاعب كرة قاعدة أمريكي، ولد في 1867 في فيلادلفيا في الولايات المتحدة، وتوفي بنفس المكان في 25 ديسمبر 1930.

## وصلات خارجية
- فرد كليمنت على موقعبيزبول رفرنس.كوم (الدوري الرئيسي) (الإنجليزية)
- فرد كليمنت على موقعبيزبول رفرنس.كوم (الدوري الثانوي) (الإنجليزية)